# معرض محمد رسول الله

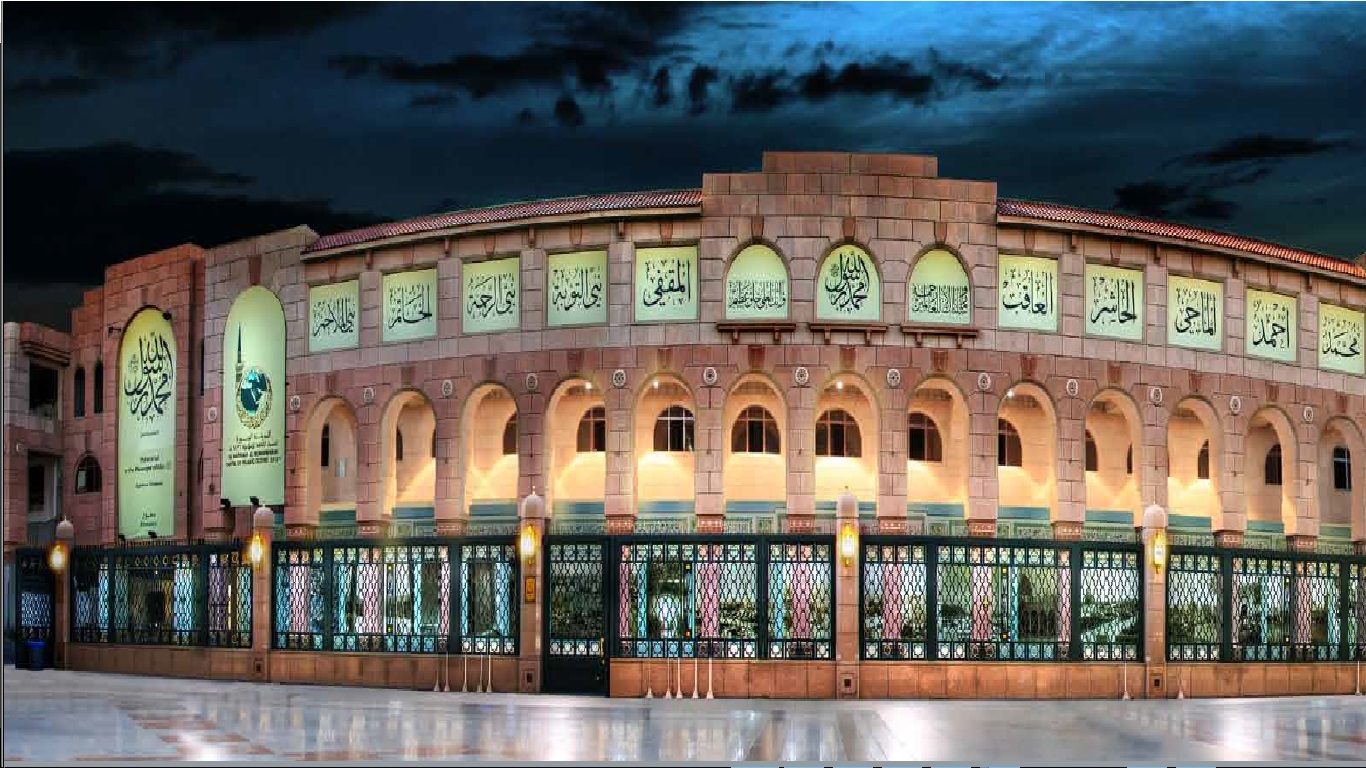
معرض محمد رسول الله بالمدينة المنورة

محمد رسول الله معرض دائم مقام في المدينة المنورة غرب المسجد النبوي، تم افتتاحه في عام 2013 بمساحة 2000 م2، تنظمه شركة سمايا الاستثمارية. أقيم معرض (محمد رسول الله) ضمن الفعاليات التي نظمتها الأمانة العامة لمناسبة المدينة المنورة عاصمة الثقافة الإسلامية 1434هـ / 2013م.
يتضمن عرضاً باللوحات المضيئة والشاشات التفاعلية لسيرة الرسول محمد في المرحلتين المكية والمدنية منذ ولادته حتى وفاته، ويعرض معلومات مفصلة عن نسبه ونشأته وحياته قبل البعثة وبعدها، وأحداث الهجرة والأحداث التي أنشأت المجتمع الإسلامي الأول في المدينة المنورة كما يعرض معلومات عن أمهات المؤمنين وحياتهن معهوما نقلنه من الأحاديث عنه، ومعلومات عن بعض من الصحابة وصفاتهم ودورهم في خدمة الدعوة وبناء المجتمع، يسعى المعرض إلى ترسيخ حب الرسول والمساعدة إلى التأسي بصفاته من خلال وسائل عرض متنوعة.

## لغة المعرض
اللغة العربية هي لغة المعرض الأساس، ونظراً لكون زوار معرض محمدوالمدينة المنورة -شرفها الله-ناطقين بلغات عدة، ويوجد بالمعرض فريقا مدرباً لتقديم المعلومات للزائرين باللغات العربية والإنجليزية والتركية والفارسية والأوردية والعديد من اللغات الأخرى.

## المادة العلمية
قد قام مركز بحوث ودراسات المدينة المنورة وبإشراف من دائرة الملك عبد العزيز بإعداد المادة العلمية للمعرض.

## قاعات المعرض

### القاعة الأولى: محمد رسول اللهﷺ

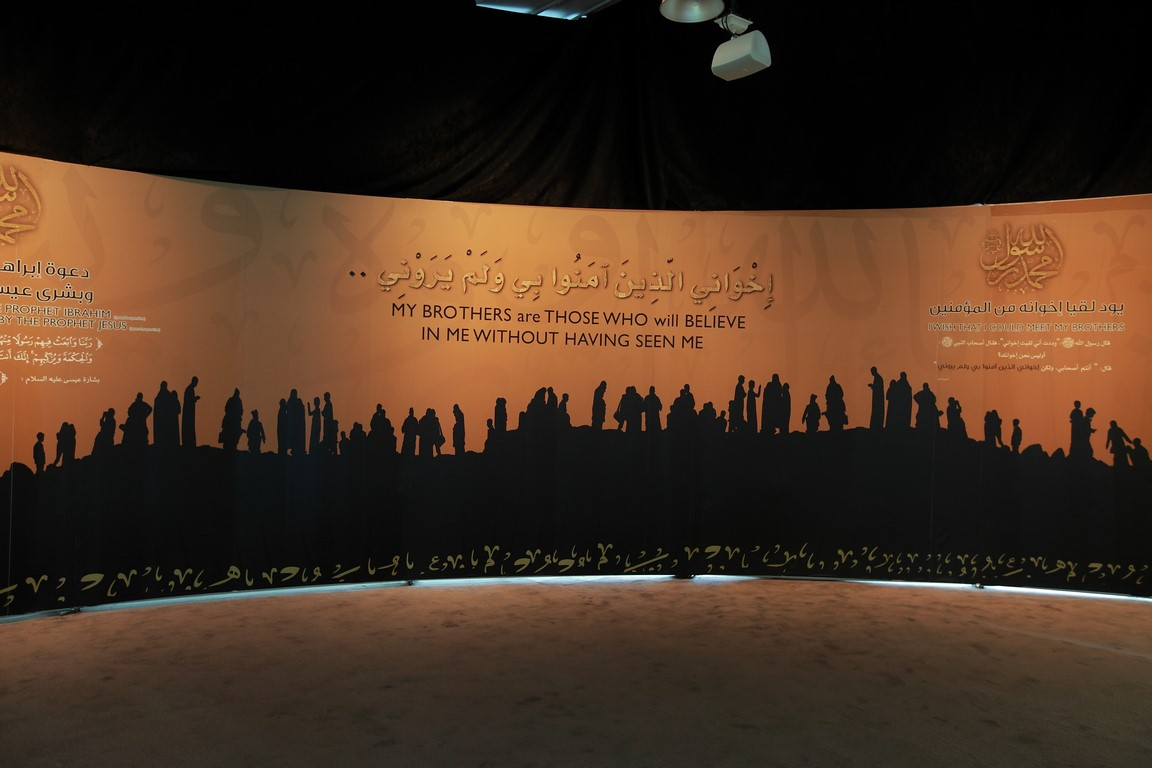
قاعة محمد رسول الله صلى الله عليه وسلم

قاعة محمد رسول الله هي القاعة الأولى بالمعرض وتشمل ثلاث زوايا رئيسية وهي:
1. الاستقبال يتم استقبال الزوار والوفود في قاعة الاستقبال وتوضيح تقنيات وقاعات المعرض لهم، ثم يتم تفويجهم وتوزيع المرشدين معهم.
2. توقير النبى ﷺ : قاعة تحتوى على مجموعة من الصور والنصوص والمجسمات عن توقير النبي وتكريمه عن الخلق أجمعين.
3. التهيئة لتلقي الحبيب : عرض رائع ونصوص جميله للتهيئة لتلقي الحبيب المصطفى صلى الله عليه وسلم.

### القاعة الثانية: النبي الإنسانﷺ
تحتوي هذه القاعة على 9 زوايا، وبأسلوب سرد نصي وصوري جمالي رائع تتعرف على: اصطفاؤه ﷺ ومولده الشريف، نشأته وطفولته وأسمائه الثابتة في الأحاديث الصحيحة، كما تتعرف على نسب ﷺ وعائلته الشريفة، وتزداد معرفتك في صفاته الخلقية والخُلُقية.

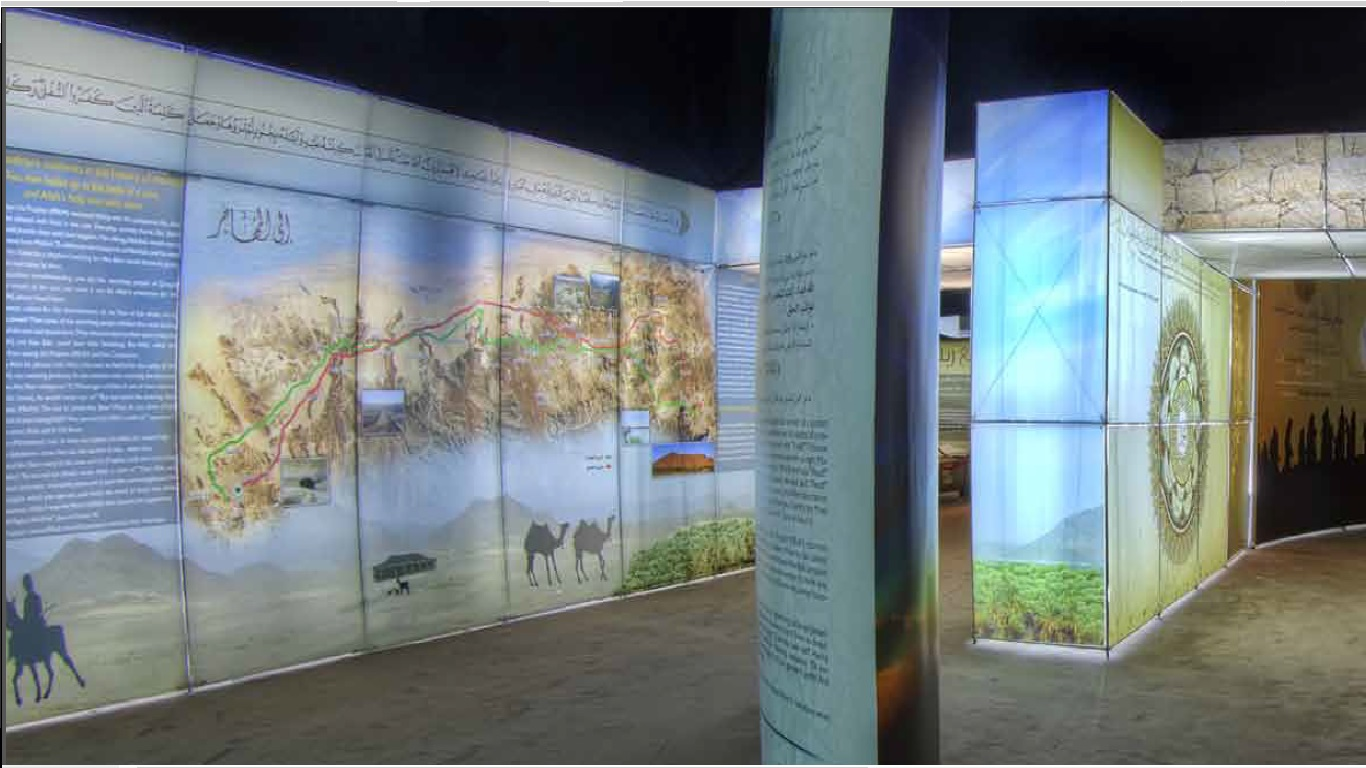
قاعة النبي الانسان صلى الله عليه وسلم

تتعرف في هذه القاعة أيضا على هجرة النبي محمد من مكة للمدينة، وعلاقته مع ربه وحاله مع الصلاة وتتعرف على علاقته صلى الله عليه وسلم مع أهل بيته وزواياها التسعة هي:
- اصطفاؤه ﷺ.
- مولده ﷺ.
- نسبه الشريف ﷺ.
- صفاته ﷺ الخلقية.
- بعثته ﷺ.
- هجرته ﷺ.
- علاقته ﷺ مع ربه .
- علاقته ﷺ مع أهل بيته.
- يوم في حياة النبي ﷺ.

### القاعة الثالثة: النبي القائد

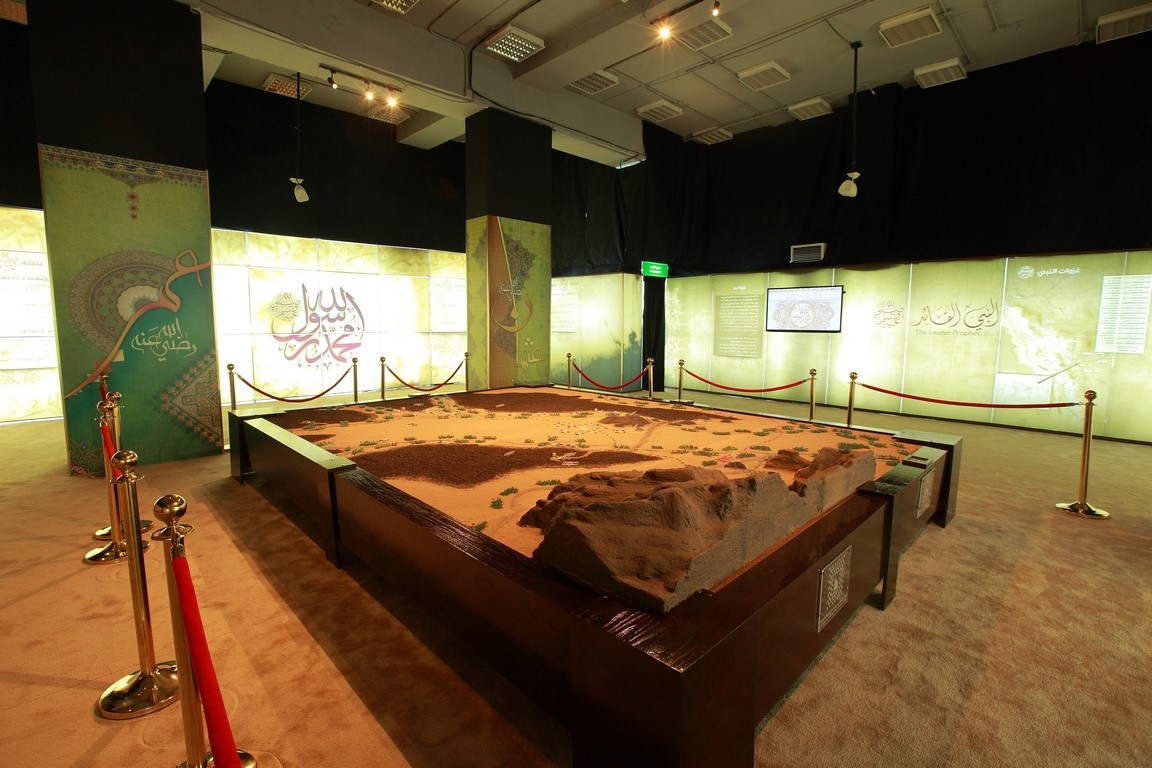
قاعة النبي القائد صلى الله عليه وسلم

قاعة تعرفك على النبي محمد كقائد عادل وحاكم، حكمته وسماحته، كرمه وسخاؤه، صبره، عدله ومساواته بين الناس، تواضعه ورحمته بعيته وعطفه على الضعفاء وحفظ حقوقهم.
كما تتعرف في هذه القاعة على، حالة ﷺ عند انتصاره، حلمه ورحمته باعدائه، لينه ﷺ مع أصحابه وسماحته وطيب نفسه وكرمه معهم، زهده وعدم التمميز بين أصحابه ومشاركتهم ومشاورتهم في كل الأمور وتضم:

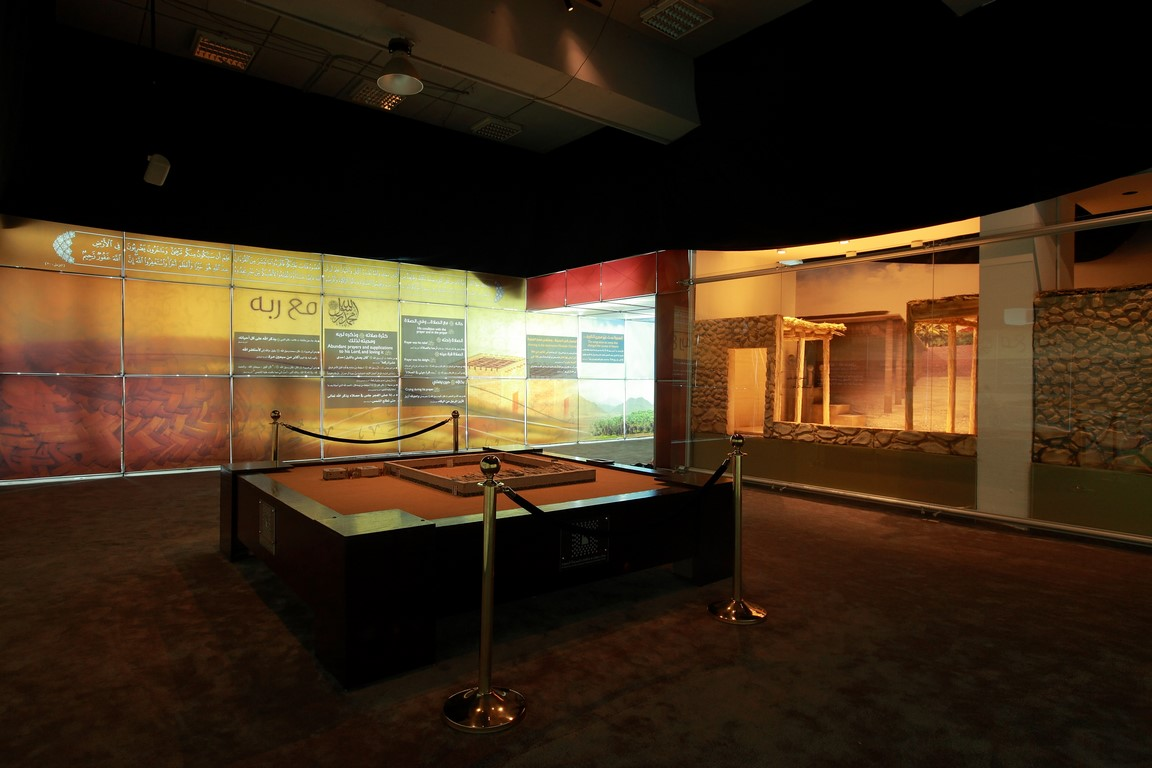
قاعة النبي القائد صلى الله عليه وسلم

- من غزوات النبي ﷺ.
- علاقته ﷺ مع أصحابه.
- العشرة المبشرون بالجنة.

### القاعة الرابعة: الوداع الدنيوي

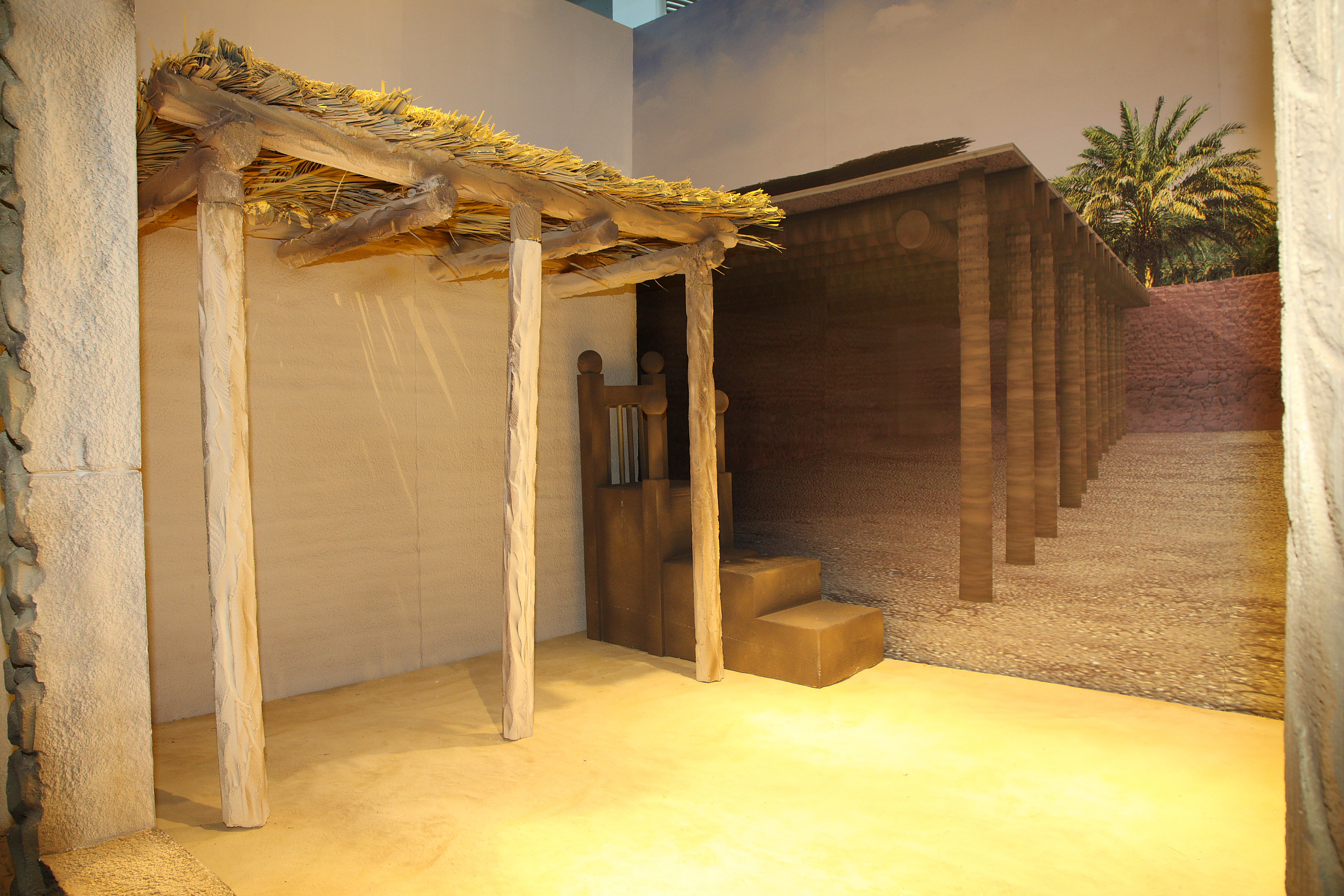
قاعة الوداع الدنيوي - الحجرة النبوية الشريفة

في هذه القاعة تتعرف على قصة وفاة الرسول . وتتعرف كذلك على الحجرة النبوية الشريفة وذلك من خلال الزوايا التالية:

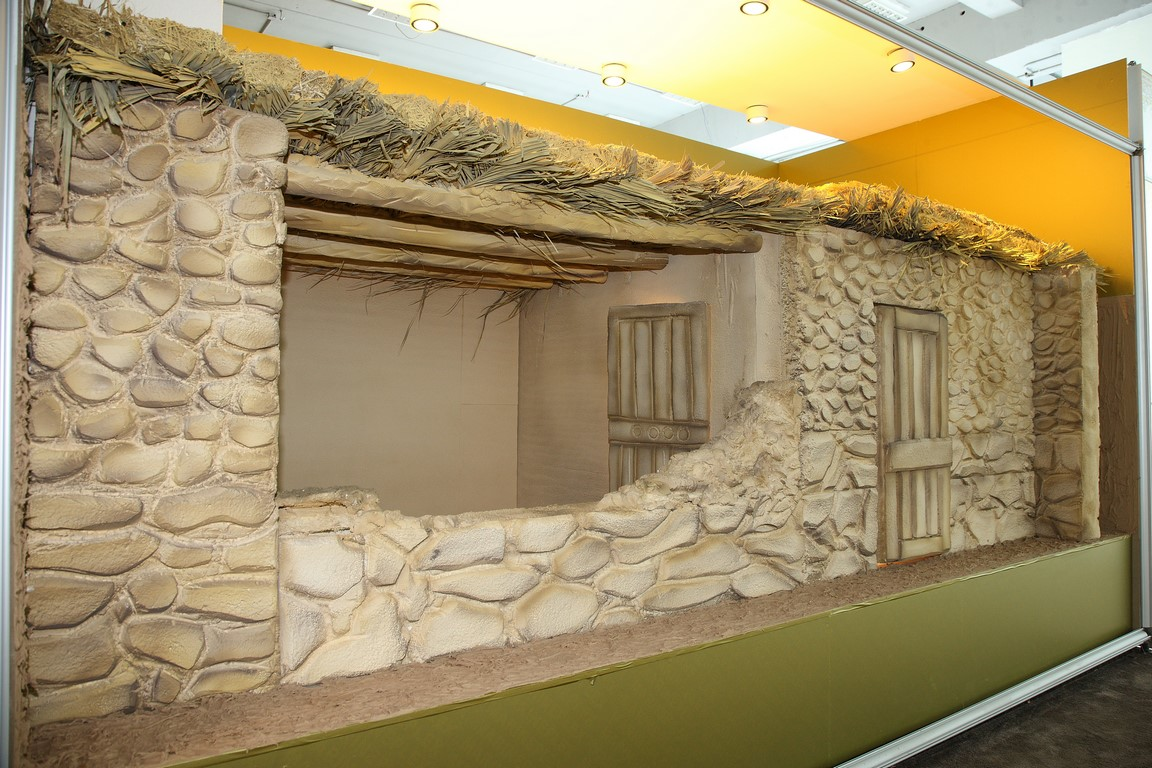
قاعة الوداع الدنيوي - الحجرة النبوية الشريفة

- العبور للحياة الآخرة.
- وفاته.
- الرفيق الأعلى.
- الحجرة النبوية الشريفة.

### القاعة الخامسة: مسك الختام والأمل باللقاء الأخروي

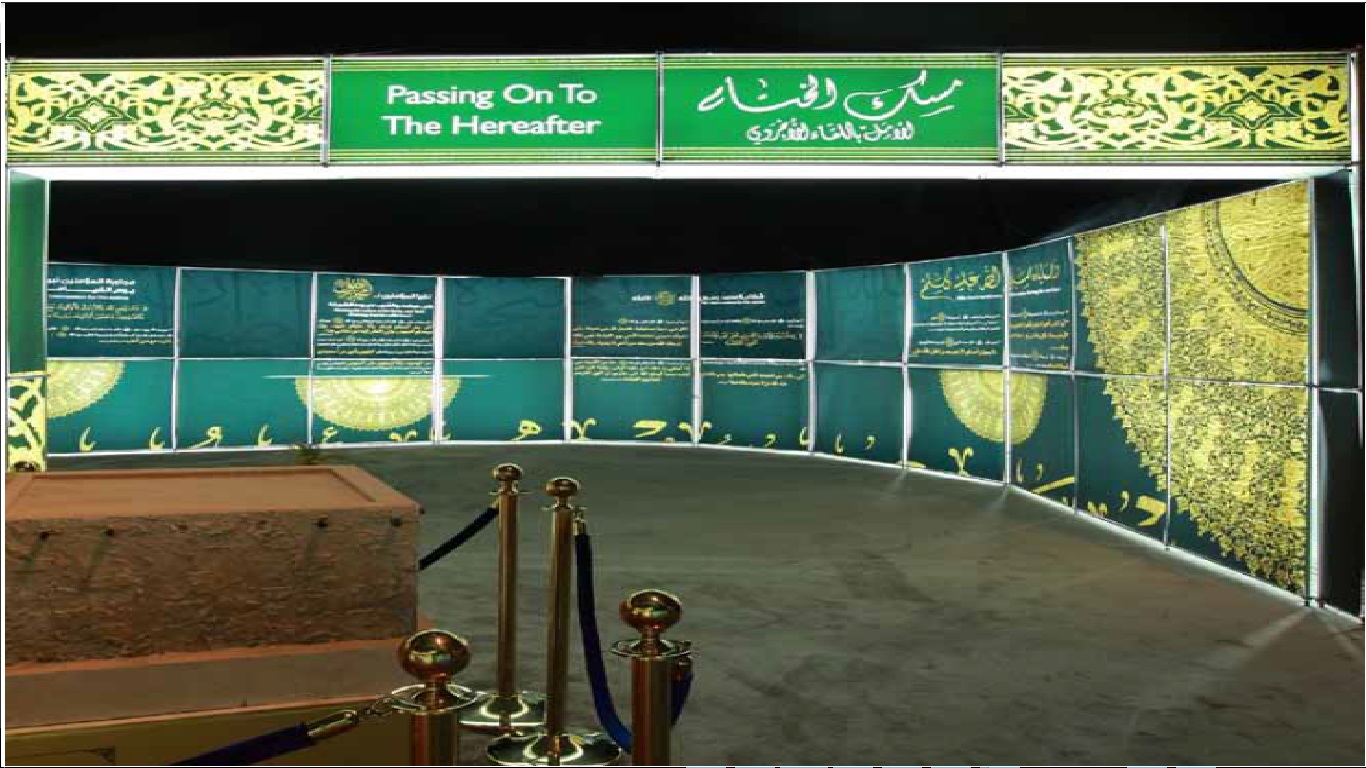
قاعة مسك الختام، الامل باللقاء الأخروي

تتعرف في هذه القاعة على وصايا الرسول ﷺ. وشفاعته: وتحتوى القاعة على:
- وصاياه ﷺ.
- شفاعته ﷺ.
- لقيا المؤمنين للنبي ﷺ.
- مجاورة المؤمنين للنبي ﷺ.
- حقوق النبي ﷺ.

## المرشدون
يتوفر في المعرض عددٌ من المرشدين ممن يحملون الشهادات العليا، إضافة إلى طلبة الدراسات العليا المتخصصين في القرآن والعلوم الشرعية، والذين يجيدون عدداً من اللغات. تلقى المرشدون دورات تدريبية في طرق التعامل مع الزوار بحيث يمكنهم مساعدتهم في توضيح بعض الجوانب التي قد تخفى عليهم خلال زيارتهم المعرض، إضافة إلى الإجابة على أسئلتهم واستفساراتهم حول طريقة التعامل مع المعرض أو محتواه أو تقنياته.